# Talaromyces funiculosus
Talarómyces funiculósus (лат.) (ранее — Penicillium funiculosum — пеницилл фуникулёзный) — вид грибов, относящийся к роду Talaromyces семейства Trichocomaceae.

## Использование
Один из токсичных метаболитов P. funiculosum, вортманнин, широко используется в клеточной биологии как сильный и специфический ингибитор клеточных фосфоинозитид-3-киназ.